# Вигоне
Виго̀не (на италиански: Vigone; на пиемонтски: Vigon, Вигон) е малък град и община в Метрополен град Торино, регион Пиемонт, Северна Италия. Разположен е на 260 m надморска височина. Към 1 януари 2020 г. населението на общината е 5131 души, от които 271 са чужди граждани.